# Визурешти (Галац)
Визурешти (рум. Vizurești) насеље је у Румунији у округу Галац у општини Бучумени. Oпштина се налази на надморској висини од 146 m.

## Становништво
Према подацима из 2002. године у насељу је живело 448 становника, од којих су сви румунске националности.